# Coming Home (canção de Pixie Lott)
"Coming Home" é uma canção da cantora inglesa Pixie Lott contida no relançamento do seu álbum de estreia, Turn It Up Louder, de 2010. Composta por Lott, Jason Derulo e Sirach Charles, com produção por James F Reynolds, a faixa conta com a participação do estado-unidense Derulo nos vocais e contém elementos de "(I Just) Died in Your Arms", original de Nicholas Van Eede.

## Antecedentes, composição e recepção
Em abril de 2010, o cantor estado-unidense Jason Derulo revelou através da sua conta no micro-blogging Twitter estar colaborando em estúdio com a inglesa Pixie Lott através de uma foto postada de ambos com a seguinte mensagem: "Direto do Reino Unido... a querida Pixie Lott e eu em estúdio. Uma GATA louca! Lol... Fique alerta com o nosso dueto..." Rumores sugeriam que a colaboração estaria em um trabalho da cantora para os Estados Unidos na época, o que não materializou-se. A canção, "Coming Home", foi uma das novas faixas divulgadas do relançamento do álbum de estreia de Lott, Turn It Up Louder, em 16 de outubro de 2010.
De acordo com a partitura publicada na página da loja musical Musicnotes, Inc., "Coming Home" é composta na chave de fá menor e tem um metrônomo de 162 batidas por minuto. Seu verso inicial é o de Lott entoando "[Hmmm] Jason Deruuuuulo" e de acordo com cantora, foi um dos momentos que mais agradou-lhe em executar, ao contrário do que outras pessoas pensavam ter sido constrangedor.
Após a distribuição da nova edição de Turn It Up, a obra entrou na tabela musical de composições britânica, a UK Singles Chart, no número 51 (com 4.840 cópias vendidas) e na sul-coreana Gaon Music Chart, na sua 33.ª posição. Seu desempenho no Reino Unido levou a entender que seria lançada como o segundo single do projeto, após "Broken Arrow". A artista comentou a respeito: "Na verdade, ela é minha parte favorita do álbum. Eu quero lançá-la como um single e espero que seja na véspera de Natal." Porém, os planos falharam e a música não foi disponibilizada no mercado, com Derulo afirmando que políticas de gravadora impediram o desejo de ambos intérpretes.

## Créditos de elaboração
Lista-se abaixo os profissionais envolvidos na elaboração de "Coming Home", de acordo com o encarte acompanhante ao álbum Turn It Up Louder:
- Composição: Pixie Lott, Jason Derulo, Sirach Charles
- Produção musical: James F Reynolds
  - Produção vocal extra: Zach Hancock
- Mixagem: Reynolds
- Vocais de apoio: Lott, Derulo, Victoria Akintola, Sirach "Angel" Charles